# San (chữ cái)
San (Ϻ) chữ M chữ thường 
ϻ là một chữ cái cổ của bảng chữ cái Hy Lạp chữ M chữ hoa hoàn toàn tương tượng như chữ ϻ thường. chữ xen kẽ gồm chữ hoa và chữ thường Hình dạng của nó tương tự như M hiện đại, hoặc ϡ hoặc Sigma (Σ) Hy Lạp hiện đại quay sang một bên và nó được sử dụng như là một thay thế cho Sigma để biểu thị âm / s /. Khác với Sigma, vị trí trong bảng chữ cái nằm giữa Rho (ρ) và Tau (τ), San xuất hiện giữa Pi (π) và Qoppa (ϙ) theo thứ tự chữ cái. Ngoài việc biểu thị ký tự cổ xưa riêng biệt này, tên "San" cũng được sử dụng làm tên thay thế để biểu thị chữ cái Sigma tiêu chuẩn.